# De-Haven-Gletscher
Der De-Haven-Gletscher ist ein bis zu 22 km breiter Gletscher an der Banzare-Küste des ostantarktischen Wilkeslands. Er fließt in den südwestlichen Winkel der Porpoise Bay.
Der US-amerikanische Kartograf Gardner Dean Blodgett kartierte ihn 1955 anhand von Luftaufnahmen der Operation Highjump (1946–1947). Das Advisory Committee on Antarctic Names benannte ihn im selben Jahr nach Edwin De Haven (1816–1865), Acting Master auf der Sloop USS Vincennes, Flaggschiff der United States Exploring Expedition (1838–1842) unter der Leitung des US-amerikanischen Polarforschers Charles Wilkes.